# Nasty Boys (serie televisiva)
Nasty Boys è una serie televisiva statunitense in 14 episodi trasmessi per la prima volta nel corso di una sola stagione dal 1989 al 1990.
È una serie d'azione poliziesca incentrata sulle vicende di una squadra anti-narcotici del dipartimento di polizia di North Las Vegas conosciuti ufficialmente come NTNB (North Town Narcotics Bureau) e colloquialmente come "Nasty Boys" da parte degli spacciatori locali perché l'unità indossa uniformi e cappucci neri e per i loro metodi rapidi durante i blitz.

## Personaggi e interpreti

### Personaggi principali
- Alex Wheeler (14 episodi, 1989-1990), interpretato da Don Franklin.
- Danny Larsen (14 episodi, 1989-1990), interpretato da Craig Hurley.
- Paul Morrissey (13 episodi, 1989-1990), interpretato da Jeff Kaake.
- Jimmy Kee (13 episodi, 1989-1990), interpretato da James Pax.
- Capitabo Bradley (13 episodi, 1989-1990), interpretato da Sandy McPeak.
- Serena Cruz (13 episodi, 1989-1990), interpretata da Nia Peeples.
- Eduardo Cruz (13 episodi, 1989-1990), interpretato da Benjamin Bratt.
- Tenente Stan Krieger (12 episodi, 1990), interpretato da Dennis Franz.

### Personaggi secondari
- Mike Morrissey (2 episodi, 1989-1990), interpretato da Whip Hubley.
- Dale Lofton (2 episodi, 1989-1990), interpretato da David Hunt.
- Katie Morrissey (2 episodi, 1989-1990), interpretata da Melissa Leo.
- Ben Farlow (2 episodi, 1989-1990), interpretato da William Russ.
- Spacciatore (2 episodi, 1989-1990), interpretato da William Shockley.
- Payday (2 episodi, 1990), interpretato da Thomas Mikal Ford.
- Poptop (2 episodi, 1990), interpretato da Cuba Gooding Jr..
- Busy B (2 episodi, 1990), interpretato da T. Rodgers.
- John Culver (2 episodi, 1990), interpretato da Clarence Williams III.

## Produzione
La serie, ideata da Dick Wolf, fu prodotta da Universal TV e Wolf Films e girata a Lancaster e a Newhall in California e a North Las Vegas, nel Nevada. Tra i registi della serie è accreditato Vern Gillum (3 episodi, 1990).

## Distribuzione
La serie fu trasmessa negli Stati Uniti dal 21 settembre 1989 (pilot)e dal 1º febbraio 1990 (1º episodio) al 21 luglio 1990 sulla rete televisiva NBC. In Italia è stata trasmessa con il titolo Nasty Boys.
Alcune delle uscite internazionali sono state:
- negli Stati Uniti il 21 settembre 1989 (pilot) (Nasty Boys)
- in Francia il 24 aprile 1993 (Brigade de choc à Las Vegas)
- in Germania Ovest (Die Ninja Cops)
- in Italia (Nasty Boys)

## Episodi
| Stagione       | Episodi | Prima TV USA |
| -------------- | ------- | ------------ |
| Prima stagione | 14      | 1989-1990    |